# Palazzo Ayrolo Negrone
 (janvier 2023).
Si vous disposez d'ouvrages ou d'articles de référence ou si vous connaissez des sites web de qualité traitant du thème abordé ici, merci de compléter l'article en donnant les références utiles à sa vérifiabilité et en les liant à la section « Notes et références ».
Le Palazzo Negrone est un bâtiment situé sur la Piazza delle Fontane Marose dans le centre de Gênes, inclus le 13 juillet 2006 dans la liste des 42  palais des Rolli de Gênes inscrits comme site du patrimoine mondial de l'UNESCO.

## Histoire et description
L'aspect actuel est le résultat d'une reconstruction d'élévations construites à la fin du XVIIIe siècle par Antonio Barabino, père du plus célèbre architecte Carlo Barabino, pour le marquis Negrone, incorporant un bâtiment érigé entre 1560 et 1562 pour Francesco De Ugarte, ambassadeur de la Couronne espagnole auprès de la république de Gênes.
Ce fut brièvement Spinola Ayrolo (XVIIe siècle) et plus tard Negroni.
Avec l'élargissement et la réorganisation de la rue, de la Piazza delle Fontane Marose et de la via Carlo Felice (aujourd'hui via XXV Aprile), il est devenu nécessaire d'aménager les portails en marbre qui ont été surélevés en 1870 avec un nouvel ajustement de la composition.

Vues du palais
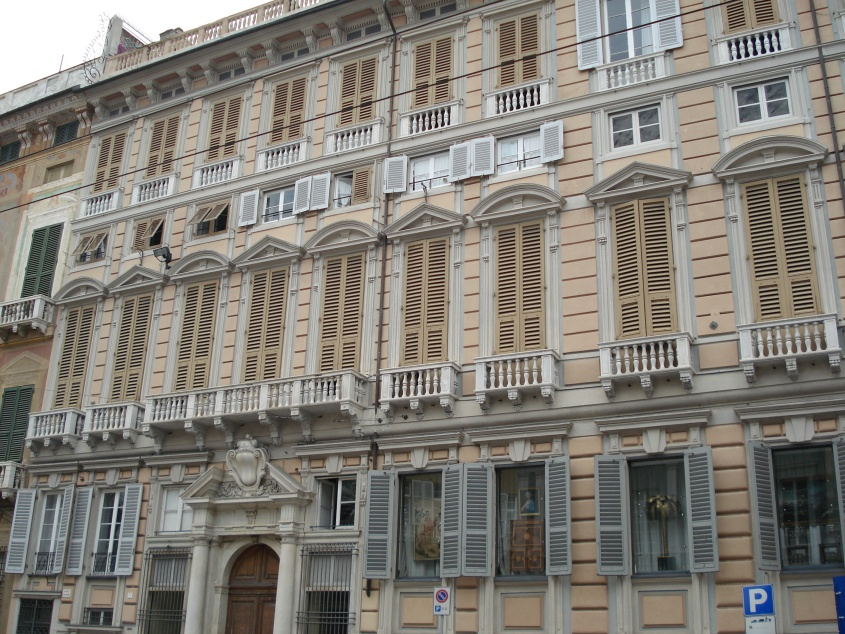
La façade du bâtiment.
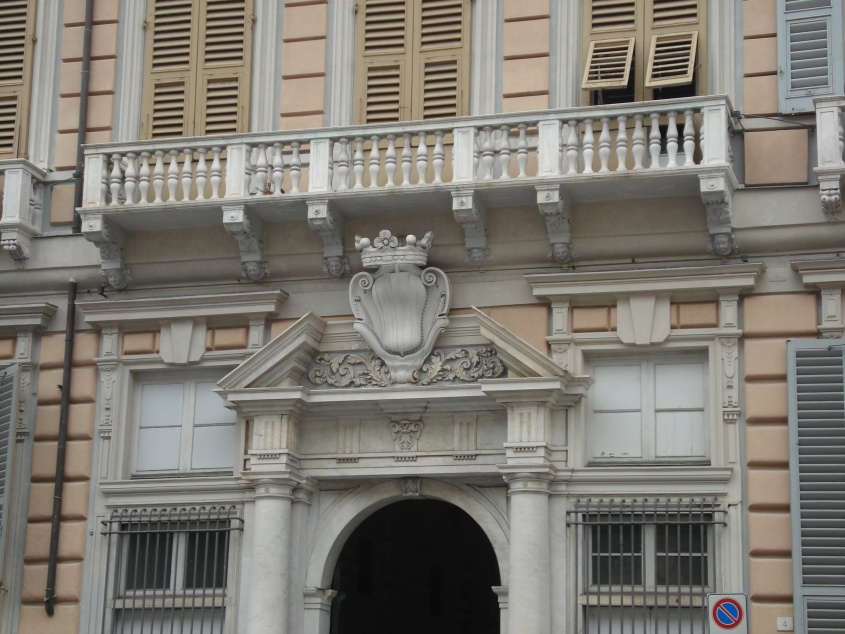
Détail du portail au numéro 4.
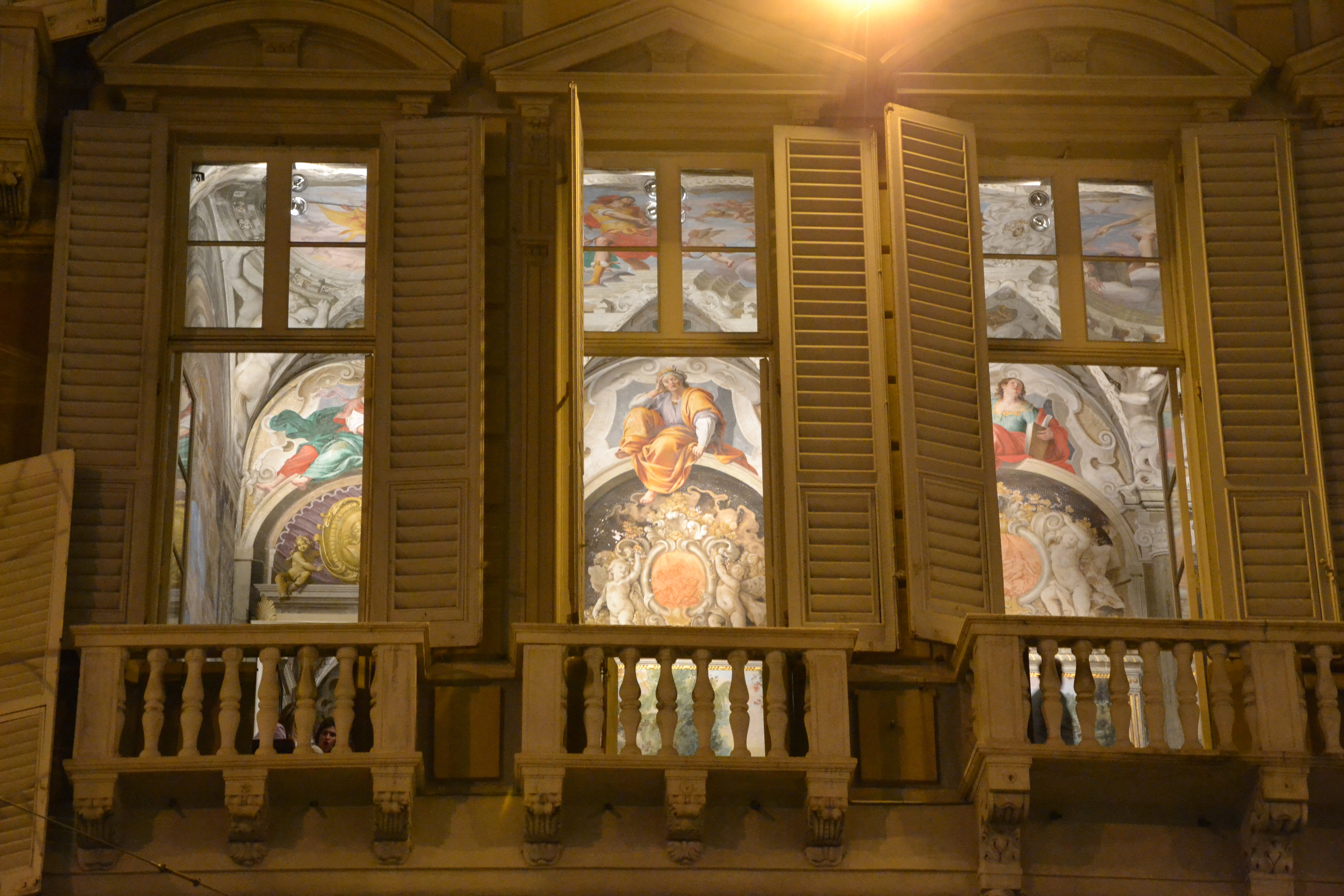
Fenêtres à l'étage noble avec aperçus de la galerie.

## Source de traduction
- (it) Cet article est partiellement ou en totalité issu de l’article de Wikipédia en italien intitulé « Palazzo Negrone » (voir la liste des auteurs).